# 상리 인터내셔널 오픈

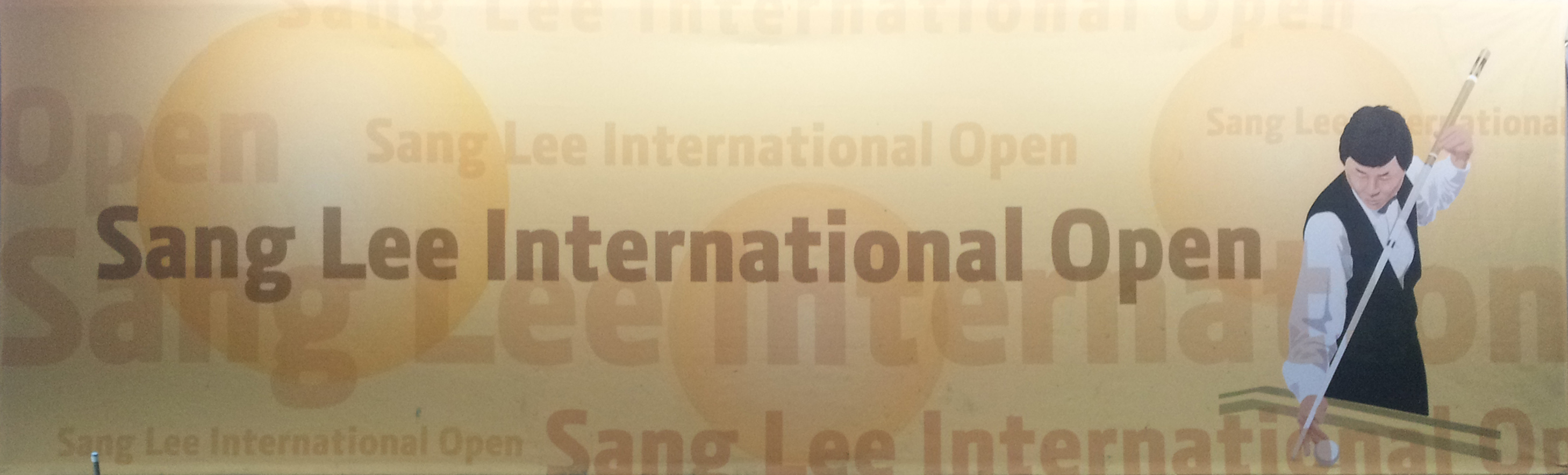

상리 인터내셔널 오픈(Sang Lee International Open , SLIO)은 미국 뉴욕에서 매해 열리는 3쿠션당구대회이다. 2005년 첫 대회가 열린 이후 2008년까지 상리 인터내셔널 오픈으로 개최되었고 2012년에 버호벤 오픈으로 대회명이 변경되었다.

## 대회 개요
대한당구연맹회장을 지내고 선수로도 유명한 고 이상천 선수를 추모하고자 2005년부터 미국 뉴욕에 이상천 선수가 세운 Carom Cafe Billiards에서 열리는 당구대회이다. 과거에 이상천 선수와 친분이 있었거나 세계 당구 탑랭커들이 대부분 출전해 유명한 대회이다. 총 상금 규모는 125,000$(2008년 대회 기준)이다. 출전자격은 참가비 450$(2008년 대회 기준)와 각 국가의 협회 소속 선수이다.

## 경기 방식
상리 인터내셔널 오픈 대회는 토너먼트 방식이 아닌 3단계를 걸친 리그전으로 진행된다. 2007년까지의 경기방식은 A, B 파이널 그룹을 각각 10명으로 나누고 세미파이널에서 각 조의 1-2위가 A파이널, 3-4위가 B파이널에 진출하는 방식이었으나 2008년부터 경기방식에 변화를 두어 예선전에서는 96명의 출전선수가 8명씩 12개 그룹으로 나누어 리그전 방식으로 25점 경기를 하고 각 그룹의 상위 2명과 각 조의 3위 중 4명이 세미파이널에 진출하고 세미파이널에서는 40명의 선수가 10명씩 4개 그룹으로 나누어 리그전 방식으로 40점 경기 실시해서 각 그룹의 상위 5명이 파이널에 진출한다. 마지막 파이널에서는 A 파이널과 B 파이널로 나누어 A 파이널에서는 8명의 선수가 50점 경기 실시, 1-8위 선정하고 B 파이널에서는 12명의 선수가 40점 경기 실시, 9-20위 선정한다.

## 역대 성적
(5위까지만 표기)
2005년 대회
1. 토르비에른 블롬달
2. 세미흐 사이그네르
3. 딕 야스퍼스
4. 마르코 자네티
5. 김경률

2006년 대회
1. 프레드릭 쿠드롱
2. 토르비에른 블롬달
3. 세미흐 사이그네르
4. 최성원
5. 라몬 로드리게스

2007년 대회
1. 프레드릭 쿠드롱
2. 다니엘 산체스
3. 세미흐 사이그네르
4. 타이푼 타스데미르
5. 최성원

2008년 대회
1. 홀랜드 포톰
2. 프레드릭 쿠드롱
3. 토르비에른 블롬달
4. 마틴 혼
5. 강동궁